# エムファーム
株式会社エムファーム（英称：M-Farm）は、テレビ番組の企画・制作を行うプロダクション会社である。本社所在地は東京都渋谷区道玄坂1-22-7。
会社設立当時の社名は有限会社ミュージックファームで、本社所在地は港区赤坂であった。

## 現在の制作番組

### レギュラー番組
- 月～金お昼のソングショー ひるソン！（テレビ東京）
- はやウタ（NHK総合）
- 八代亜紀いい歌いい話（BS11）
- 徳光和夫の名曲にっぽん（BSテレ東）
- BS演歌の花道（BSテレ東）
- 新・BS日本のうた（NHK BSプレミアム）
- the Covers（NHK BSプレミアム）
- ニシアイチャンネル（YouTube）
- D.LEAGUE（YouTube,他）
- D.LEAGUE Monthly Magazine(wowow)

### スペシャル番組
- 3秒聴けば誰でもわかる名曲ベスト１００（テレビ東京）
- 歌ものまね下克上バトル︕みんな知ってる︕ヒット曲を完全コピー（BSテレ東）
- よみがえれ！！あなたの青春フォーク＆ポップス！（BSテレ東）
- テレ東音楽祭（テレビ東京）
- 年忘れにっぽんの歌（テレビ東京）
- 日本作詩大賞（ＢSテレ東）
- 日本作曲家協会音楽祭（ＢSテレ東）

## 過去の制作番組

### レギュラー番組
- THE MUSIC DAY （日本テレビ）
- テレ東音楽祭（テレビ東京）
- ザ少年倶楽部プレミアム（NHK BSプレミアム）
- ららら♪クラシック（NHK Eテレ）
- The Girls Live （テレビ東京）
- DAISUKI! （日本テレビ）
- FAN → FUN （日本テレビ）
- 寝ドキッ♡（日本テレビ）
- アリゾナの魔法（日本テレビ）
- 音楽戦士 MUSIC FIGHTER （日本テレビ）
- Music Lovers （日本テレビ）
- 1番ソングSHOW （日本テレビ）
- LIVE MONSTER （日本テレビ）
- キャラオケ18番（日本テレビ）
- 銀座NOW（TBS）
- 三宅裕司のいかすバンド天国（TBS）
- 輝く！日本レコード大賞（TBS）
- 吉村明宏のクイズランチ（TBS）
- アイチテル! （TBS）
- めざましテレビ（フジテレビ） - 「松任谷由実選集五七五」のコーナー、「トロと旅する」のコーナー、「ガクナビ 高島彩のつながるわーるど」のコーナー
- 強運王決定戦！（フジテレビ）
- ウソップランド → なに・ソレ!? （テレビ朝日）
- 対決!マイベスト10 （テレビ東京）
- 月曜エンタぁテイメント（テレビ東京）
- BEAT BANG （テレビ東京）
- ハロー!モーニング。（テレビ東京）
- 期間限定!ピカピカ天王洲LIVE （テレビ東京）
- 月刊MelodiX! （テレビ東京）
- みゅーじん（テレビ東京）
- ぶちぬき（テレビ東京） - 月曜「ぶちぬきガレッジ」
- 徳光和夫の歌謡リクエスト（テレビ東京）
- 徳光&コロッケの“名曲の時間です”（テレビ東京）
- 日曜ビッグバラエティ（テレビ東京）
- 月曜プレミア（テレビ東京）
- ガレッジ ワザーランド（テレビ東京）
- エンジョイガレッジ（テレビ東京）
- 木曜8時のコンサート〜名曲!にっぽんの歌〜 → 金曜7時のコンサート〜名曲!にっぽんの歌〜（テレビ東京）
- 歌の楽園（テレビ東京）
- 歌いーな! （テレビ東京）
- あなたの名曲ベスト１００！（テレビ東京）
- ドリームクリエイター → ドリーム2クリエイター（テレビ東京）
- ザ・ミュージック（テレビ東京）
- 全力!ネットユーザーつくり場〜集まれ!ドリームクリエイター〜（テレビ東京）
- テレ東のさしめし〜芸能人と「さしめし」しませんか?〜（テレビ東京）
- 〜歌のワイドショー〜音楽の森（テレビ東京）
- 驚きももの木20世紀（朝日放送）
- 菅原明子の地球大好き未来便（BS朝日）
- Act　Against　AIDS（AAA）コンサート（WOWOW）
- 未来図鑑（BSジャパン）
- Music Travel （BSジャパン）
- さしめし（LlNE LIVE）
- 水曜夜のエンターテイメントバトル エンタX（テレビ東京）
- 素晴らしき音楽仲間（NHK　BS2）
- 昭和の歌人たち（NHK　BS2）
- NIKKEI STYLE on TV(テレビ東京）

- スペシャル番組

- 日テレ系音楽の祭典 ベストアーティスト（日本テレビ）
- 24時間テレビ（日本テレビ）
- ものまねバトル（日本テレビ）
- ものまねグランプリ（日本テレビ）
- ＤAIＳUKI！スペシャルin台湾
- ミリオンヒットコンサート（日本テレビ）
- THE歌謡祭（BS日テレ）
- 名曲ベストヒット歌謡（テレビ東京）
- カラオケ★バトル（テレビ東京）
- プレミア音楽祭（テレビ東京）
- 平成ヒットソングス～次の年号にもっていきたい名曲SP（テレビ東京）
- 新春ビッグ4新年会スペシャル！徳光・五木・青木・西川inハワイ（テレビ東京）
- 夏祭りにっぽんの歌（テレビ東京）
- BSテレ東歌謡フェス（BSテレ東）
- 歌のエール（BSテレ東）
- 今聴きたい！最強プレイリスト～元気になれる名曲50選～（BSテレ東）
- こころの歌謡選手権（BSテレ東）
- 作詩家星野哲郎スペシャル　紙の舟（BSテレ東）
- 名曲にっぽんinカンボジアスペシャル（BSテレ東）
- あなたの思い出が蘇る！にっぽん歌謡青春ヒット（テレビ東京）
- 青春フォークスペシャル（テレビ東京）
- 人気カラオケ歌謡SHOW（テレビ東京）
- 特選！うたナビ（テレビ東京）
- 波乱の歌人生（テレビ東京）
- 池上彰＆宮本隆治が懐かしの名曲で綴る昭和の大ニュース！（テレビ東京）
- 今聴きたい！最強プレイリスト～元気になれる名曲５０選～（BSテレ東）
- コロッケ全部見せますスペシャル（テレビ東京・BSテレ東連動放送）
- とにかく歌詞がすごい名曲スペシャル（BSテレ東）
- 昭和・平成を彩る名曲全部見せます～戦後70年貴重映像リクエストSP（テレビ東京）
- なにわの名曲VS東京の名曲7番勝負！（テレビ大阪）
- なにわの名曲ベスト２０（テレビ大阪）
- なにわの名曲　紅白歌合戦（テレビ大阪）
- 菅原明子の地球大好き未来便インドネシアスペシャル（BS朝日）
- 永遠の輝きを求めて～八代亜紀　歌を紡ぐ～（BS朝日）
- NHK紅白歌合戦（NHK総合）
- ふるさとの歌は永遠に（NHK総合）
- ふたりのビッグショー（NHK総合）
- 私の美空ひばり物語（NHK総合）
- 小椋佳コンサート　未熟の晩鐘（NHK総合）
- 小椋佳・63才のメッセージ（NHK総合）
- 裕さんへ、２０年目のラブレター（NHK総合）
- 二葉百合子・芸道７０年（NHKBS2）
- 虹の架け橋まごころ基金コンサート（NHKBS2）
- 三宅島災害救援コンサート（NHKBS２）
- 想い出のメロディー（NHK総合）
- 阿久悠・時代を越えた歌たちよ（ＮHK総合）
- ありがとう阿久悠さん（ＮHK総合）
- SONGS（NHK総合）
- さよなら新宿コマ劇場（NHK総合）
- 石川さゆりと音楽仲間（NHK　BS2）
- BSまるごと大全集（NHK　BS2）
- さだまさし・原田泰司のアート紀行（NHK　BS2）
- 今日は一日”みんなのうた”三昧（NHKBS2）